# Ivan Sergei
Ivan Sergei Gaudio (Hawthorne, Nova Jersey, 7 de maig de 1971) és un actor estatunidenc conegut pel seu treball a la televisió. Els seus papers més coneguts són el Dr. Peter Winslow a Crossing Jordan i Henry Mitchell a Charmed .

## Biografia
Ivan Sergei és d'origen holandès i italià. Va assistir a Hawthorne High School, on va ser membre de la promoció de graduació de 1989, i va ser rerequart de l'equip de futbol americà Hawthorne Cubs.

## Carrera
Sergei es va donar a conèixer per primera vegada quan va protagonitzar la pel·lícula de John Woo de 1996 Once a Thief, i després va tornar juntament amb la resta del repartiment per a la sèrie de televisió de 1997, que només va durar una temporada. A continuació, va protagonitzar al costat d'Amanda Peet la sèrie Jack &amp; Jill, que va durar des del 1999 fins al 2001, i després es va unir al repartiment de la sobtadament cancel·lada Wednesday 9:30 (8:30 Central) (2002). Del 2003 al 2004, va protagonitzar Crossing Jordan, i després el 2004 va formar part del repartiment de Hawaii.
Sergei també ha tingut papers a If Someone Had Known (1995), Dangerous Minds (1995), Mother, May I Sleep with Danger? (1996), The Opposite of Sex (1998), Scorched (2003) i 10,5 (2004). Ha estat protagonista convidat a Touched by an Angel, Cybill i Party of Five . El 2005 i el 2006, va protagonitzar Charmed com a Henry Mitchell, el xicot i després marit del personatge Paige Matthews. També va tenir un paper menor a The Break-Up amb Jennifer Aniston i Vince Vaughn.
Va protagonitzar amb Jenny McCarthy a Santa Baby. Va protagonitzar l'episodi d'octubre de 2008 de CSI: Miami "Raging Cannibal". Sergei va interpretar el personatge principal de la minisèrie de televisió Jack Hunter and the Lost Treasure of Ugarit (2008). El 2009, va aparèixer a l'adaptació de Lifetime Nora Roberts High Noon, i va tenir un paper de convidat a l'episodi 3 de Warehouse 13 amb la seva coprotagonista de Jack Hunter Joanne Kelly .

## Filmografia
| Any  | Títol                        | Rol                 | Notes                  |
| ---- | ---------------------------- | ------------------- | ---------------------- |
| 1990 | Escola Ghoul                 | O'Rawe              | Vídeo                  |
| 1995 | Lluna del pistoler           | Spud Walker         |                        |
| 1995 | Ments perilloses             | Huero               |                        |
| 1998 | Temps d'aire                 | Desconegut          | Curt                   |
| 1998 | El contrari del sexe         | Matt Mateo          |                        |
| 2000 | Jugant a la Mona Lisa        | Eddie / Carl / Ben  |                        |
| 2001 | El gran dia                  | Joan                |                        |
| 2003 | Cremis                       | senyal              | Pel·lícula independent |
| 2006 | La ruptura                   | Carson Wigham       |                        |
| 2011 | Venda final                  | Ryan Graves         |                        |
| 2012 | Inestable                    | Nick Reese          |                        |
| 2012 | Jewtopia                     | Christian O'Connell |                        |
| 2012 | Vamps                        | Detectiu            |                        |
| 2014 | Com fer l'amor com un anglès | Tim Prince          |                        |
| 2015 | carreró sense sortida        |                     | Pel·lícula curta       |
| 2017 | Memòries Trencades           | Levi                |                        |
| 2017 | Instint fatal                | Jack Gates          |                        |
| 2020 | Magic Max                    | Max Hart            |                        |

### Televisió
| Year      | Title                                       | Role                      | Notes                                                               |
| --------- | ------------------------------------------- | ------------------------- | ------------------------------------------------------------------- |
| 1994      | Touched by an Angel                         | Peter Enloe               | Episodi: "Show Me the Way Home"                                     |
| 1994      | Bionic Ever After?                          | Astaad Rashid             | Film TV                                                             |
| 1995      | Cybill                                      | Kelly                     | Episodi: "Virgin, Mother, Crone"                                    |
| 1995      | If Someone Had Known                        | Jimmy Pettit              | Film TV                                                             |
| 1996      | Party of Five                               | Sean                      | Episodi: "Valentine's Day"                                          |
| 1996      | Star Command                                | Ens. Phillip Jackson      | Film TV                                                             |
| 1996      | Kindred: The Embraced                       | Zane                      | Episodi: "Live Hard, Die Young, and Leave a Good Looking Corpse"    |
| 1996      | The Rockford Files: Friends and Foul Play   | Corey Honeywell           | Film TV                                                             |
| 1996      | Once a Thief                                | Mac Ramsey                | Film TV                                                             |
| 1996      | Mother, May I Sleep with Danger?            | Billy Jones (Kevin Shane) | Film TV                                                             |
| 1996–98   | Once a Thief                                | Mac Ramsey                | Protagonista, 22 Episodis                                           |
| 1999–2001 | Jack &amp; Jill                             | David 'Jill' Jillefsky    | Protagonista, 32 Episodis                                           |
| 2002      | Wednesday 9:30 (8:30 Central)               | David Weiss               | Protagonista, 8 Episodis                                            |
| 2003–04   | Crossing Jordan                             | Dr. Peter Winslow         | Paper recurrent (Seasons 1–2), Protagonista (Season 3); 22 Episodis |
| 2004      | Hawaii                                      | Danny Edwards             | Protagonista, 8 Episodis                                            |
| 2004      | 10.5                                        | Dr. Zack Nolan            | Miniserie TV                                                        |
| 2005–06   | Charmed                                     | Henry Mitchell            | Paper recurrent, 11 Episodis                                        |
| 2005      | Drive                                       | Alex Tully                | Pilot No emès                                                       |
| 2006      | Santa Baby                                  | Luke Jessup               | Film TV                                                             |
| 2008      | CSI: Miami                                  | Greg Donner               | Episodi: "Raging Cannibal"                                          |
| 2008      | To Love and Die                             | Blue                      | Film TV                                                             |
| 2008–09   | Jack Hunter and the Lost Treasure of Ugarit | Jack Hunter               | Miniserie TV                                                        |
| 2009      | High Noon                                   | Duncan Swift              | Film TV                                                             |
| 2008–09   | Army Wives                                  | Collin Richards           | 2 Episodis                                                          |
| 2009      | Warehouse 13                                | Ross                      | Episodi: "Magnetism"                                                |
| 2010      | A Trace of Danger                           | Dave                      | Film TV                                                             |
| 2010      | Gravity                                     | Robert                    | Protagonista, 10 Episodis                                           |
| 2010      | Sundays at Tiffany's                        | Hugh Morrison             | Film TV                                                             |
| 2010      | Wright vs. Wrong                            | Darren                    | Film TV                                                             |
| 2012      | The Mentalist                               | Gabe Mancini              | 2 Episodis                                                          |
| 2013      | CSI: Crime Scene Investigation              | Ivan Cafferty             | Episodi: "Double Fault"                                             |
| 2013      | Body of Proof                               | Sergei Damanov            | Episodi: "Fallen Angel"                                             |
| 2013      | Hidden Away                                 | Andrew Bennett            | Film TV                                                             |
| 2013–14   | Twisted                                     | Jack Taylor               | Paper recurrent                                                     |
| 2014–15   | Granite Flats                               | Roy Milligan              | 7 Episodis                                                          |
| 2015      | Castle                                      | Cole Whitfield            | Episodi: "I, Witness"                                               |
| 2015      | Eyewitness                                  | Frank                     | Film TV                                                             |
| 2016      | NCIS: New Orleans                           | Agent John Russo          | 4 Episodis                                                          |
| 2016      | Mother, May I Sleep with Danger?            | Teacher                   | Television film                                                     |
| 2019      | BH90210                                     | Nate                      | 5 Episodis                                                          |

### Altres obres
- 2002 - Rebellion (Director/Escriptor)